# Miraluz
Miraluz é um distrito do município brasileiro de Neves Paulista, que integra a Região Metropolitana de São José do Rio Preto, no interior do estado de São Paulo. O distrito é formado pela vila de Miraluz (sede) e pelo povoado de Pirajá.

## História

### Origem

#### Miraluz
O distrito de Miraluz tem origem no povoado de Vila Costa, fundado por Pedro Costa. A única praça do distrito leva o nome de seu fundador, sendo que por volta do mês de setembro de 1950 é que teve início a construção do jardim.

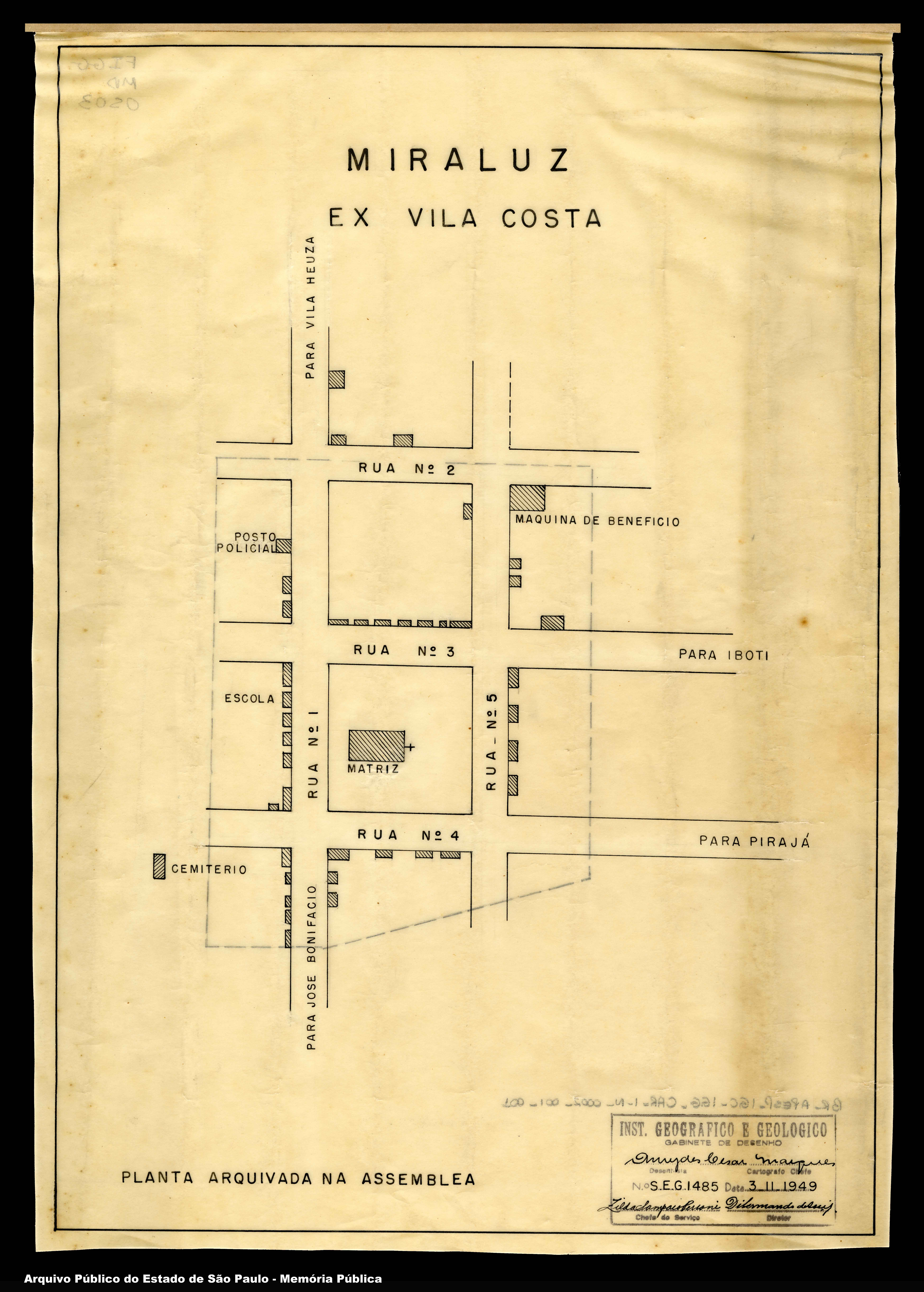
Planta da área urbana original.

#### Pirajá
Diz a história que o fazendeiro Manoel Afonso Moralez, que tinha na época muitas terras, resolveu doar uma gleba ao patrimônio para construção da igreja, na década de 1920, dando origem ao povoado de Pirajá. O topônimo Pirajá em tupi-guarani significa local de chuvas rápidas com ventanias.

### Formação administrativa
- Lei n° 233 de 24/12/1948 - Cria o distrito de Miraluz com sede no povoado de Vila Costa, município de Neves Paulista, e território desmembrado do distrito sede deste município[5][6].

## Geografia

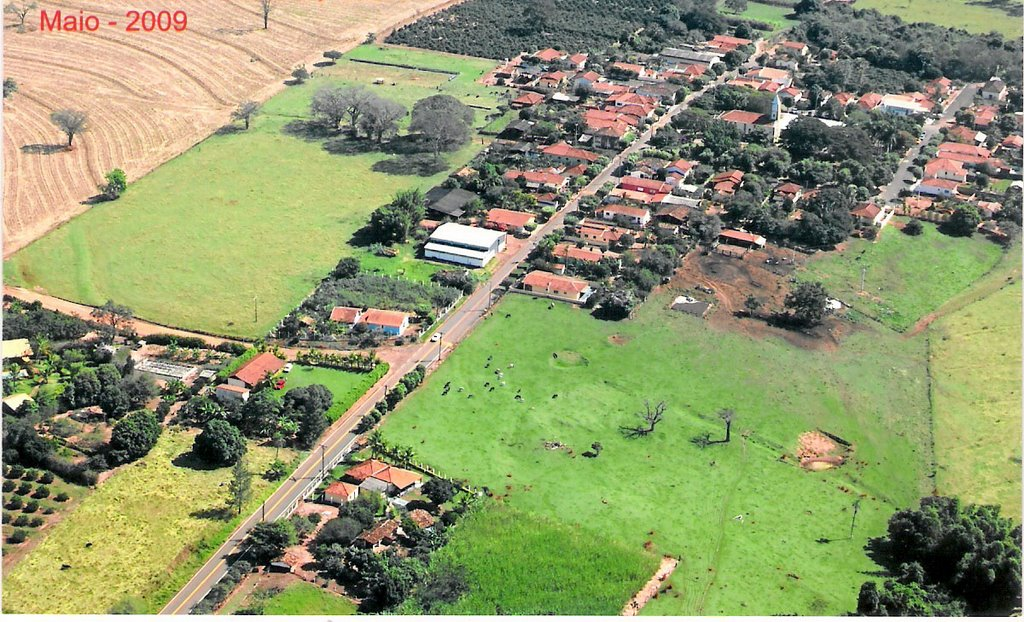
Vista aérea de Miraluz.

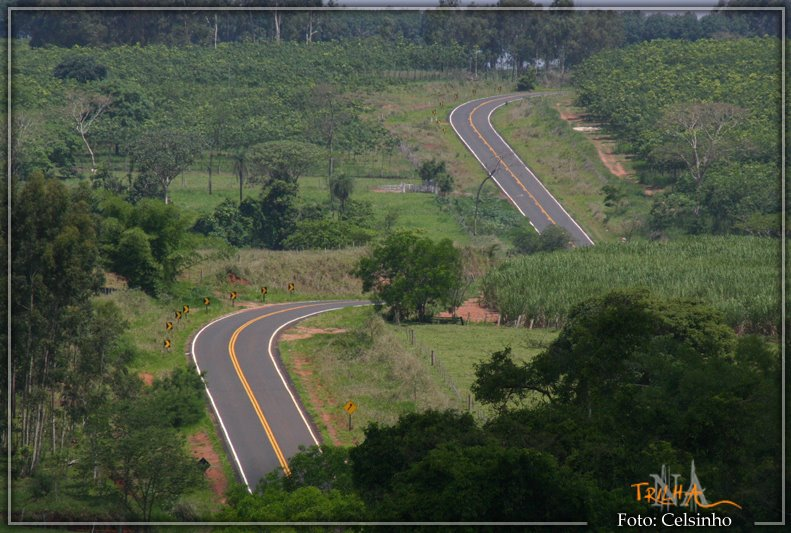
Estrada vicinal de acesso ao distrito.

### Demografia

#### População urbana
| Crescimento população urbana | Crescimento população urbana | Crescimento população urbana | Crescimento população urbana |
| Censo                        | Pop.                         |                              | %±                           |
| ---------------------------- | ---------------------------- | ---------------------------- | ---------------------------- |
| 1950                         | 222                          |                              | —                            |
| 1960                         | 207                          |                              | −6,8%                        |
| 1970                         | 229                          |                              | 10,6%                        |
| 1980                         | 200                          |                              | −12,7%                       |
| 1991                         | 163                          |                              | −18,5%                       |
| 2000                         | 173                          |                              | 6,1%                         |
| 2010                         | 148                          |                              | −14,5%                       |
| 2022                         | 145                          |                              | −2,0%                        |
| Fonte: IBGE e Fundação SEADE |                              |                              |                              |

#### População total
Pelo Censo 2010 (IBGE) a população total do distrito era de 457 habitantes.

### Área territorial
A área territorial do distrito é de 76,103 km².

### Rodovias
O principal acesso ao distrito é a estrada vicinal Neves Paulista-José Bonifácio

## Serviços públicos

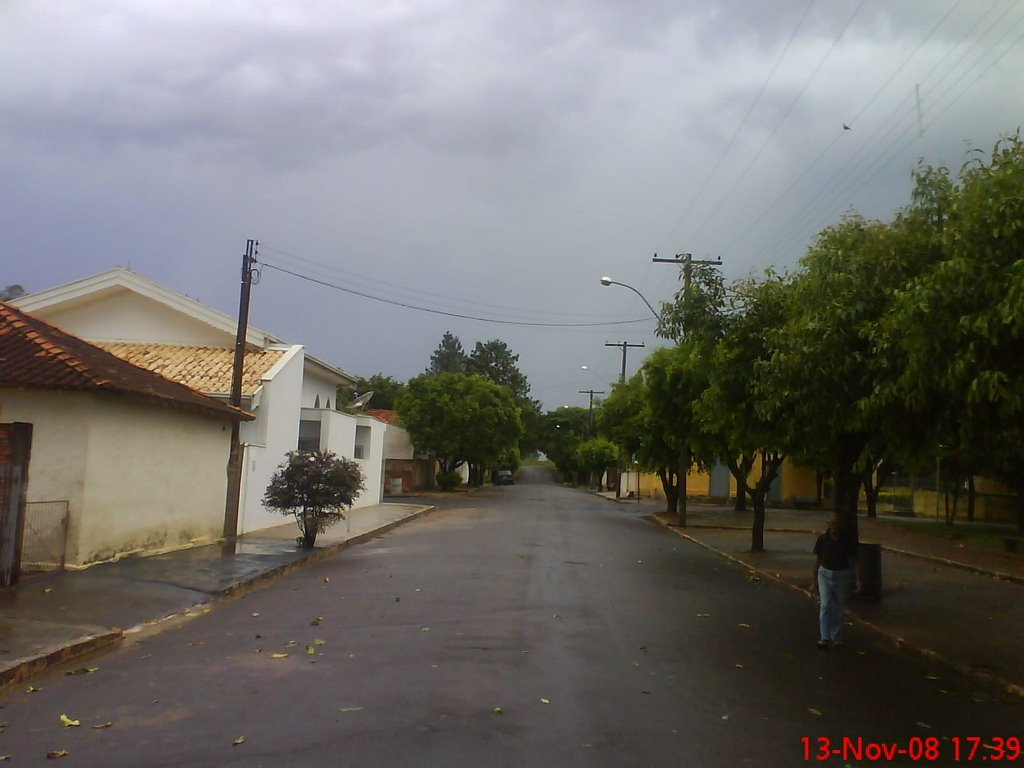
Aspecto local.

### Registro civil
Atualmente é feito no próprio distrito, pois o Cartório de Registro Civil das Pessoas Naturais ainda continua ativo. Os primeiros registros dos eventos vitais realizados neste cartório são:
- Nascimento: 01/12/1952
- Casamento: 20/12/1952
- Óbito: 05/12/1952

### Saneamento
O serviço de abastecimento de água é feito pela Prefeitura Municipal de Neves Paulista.

### Energia
A responsável pelo abastecimento de energia elétrica é a CPFL Paulista, distribuidora do grupo CPFL Energia.

## Religião

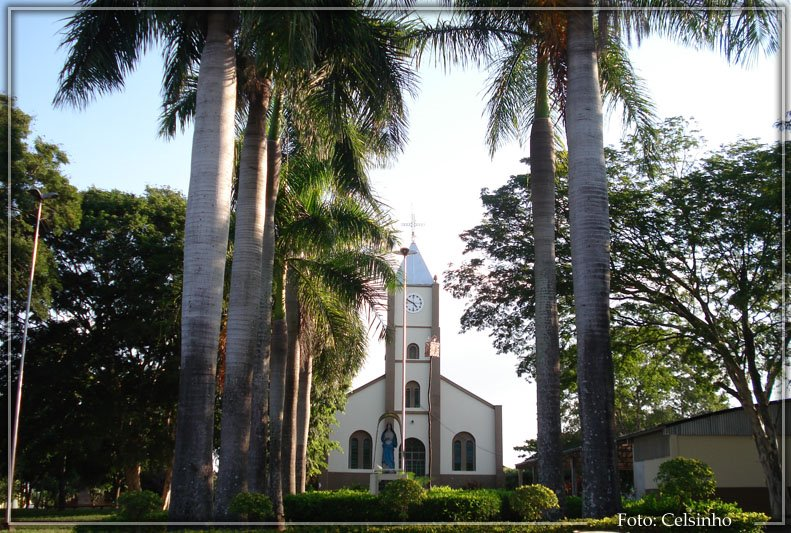
Igreja.

O Cristianismo se faz presente no distrito da seguinte forma:

### Igreja Católica
- A igreja faz parte da Diocese de São José do Rio Preto[18].

### Igrejas Evangélicas
- Congregação Cristã no Brasil[19].